# العلاقات النيجرية الإريترية
العلاقات النيجرية الإريترية هي العلاقات الثنائية التي تجمع بين النيجر وإريتريا.

## مقارنة بين البلدين
هذه مقارنة عامة ومرجعية للدولتين:
| وجه المقارنة                                              | النيجر          | إريتريا                                      |
| --------------------------------------------------------- | --------------- | -------------------------------------------- |
| المساحة (كم2)                                             | 1.27 مليون      | 117.60 ألف                                   |
| عدد السكان (نسمة)                                         | 21.48 مليون     | 6.33 مليون                                   |
| الكثافة السكانية (ن./كم²)                                 | 16.91           | 53.83                                        |
| العاصمة                                                   | نيامي           | أسمرة                                        |
| اللغة الرسمية                                             | لغة فرنسية      | اللغة التغرينية، اللغة العربية، لغة إنجليزية |
| العملة                                                    | فرنك غرب أفريقي | ناكفا                                        |
| الناتج المحلي الإجمالي (بليون دولار)                      | 8.12 مليار      | 2.61 مليار                                   |
| الناتج المحلي الإجمالي (تعادل القوة الشرائية) بليون دولار | 19.01 مليار     |                                              |
| الناتج المحلي الإجمالي الاسمي للفرد دولار أمريكي          | 358             |                                              |
| الناتج المحلي الإجمالي للفرد دولار أمريكي                 | 938             |                                              |
| مؤشر التنمية البشرية                                      | 0.348           | 0.391                                        |
| رمز المكالمات الدولي                                      | +227            | +291                                         |
| رمز الإنترنت                                              | .ne             | .er                                          |
| المنطقة الزمنية                                           | ت ع م+01:00     | ت ع م+03:00                                  |

## منظمات دولية مشتركة
يشترك البلدان في عضوية مجموعة من المنظمات الدولية، منها:
| علم المنظمة | اسم المنظمة                                 | تاريخ انضمام النيجر | تاريخ انضمام إريتريا |
| ----------- | ------------------------------------------- | ------------------- | -------------------- |
|             | مؤسسة التمويل الدولية                       | 7 يناير 1980        | 11 أكتوبر 1995       |
|             | منظمة حظر الأسلحة الكيميائية                | ?                   | ?                    |
|             | البنك الإفريقي للتنمية                      | ?                   | ?                    |
|             | يونسكو                                      | 10 نوفمبر 1960      | 2 سبتمبر 1993        |
|             | الأمم المتحدة                               | 20 سبتمبر 1960      | 28 مايو 1993         |
|             | الاتحاد الدولي للاتصالات                    | 14 نوفمبر 1960      | 6 أغسطس 1993         |
|             | منظمة الشرطة الجنائية الدولية               | ?                   | ?                    |
|             | البنك الدولي للإنشاء والتعمير               | 24 أبريل 1963       | 6 يوليو 1994         |
|             | الاتحاد البريدي العالمي                     | ?                   | ?                    |
|             | مؤسسة التنمية الدولية                       | 24 أبريل 1963       | 6 يوليو 1994         |
|             | الاتحاد الأفريقي                            | ?                   | ?                    |
|             | وكالة ضمان الاستثمار متعدد الأطراف          | 10 مايو 2012        | 10 سبتمبر 1996       |
|             | مجموعة دول أفريقيا والكاريبي والمحيط الهادئ | ?                   | ?                    |